# 오리너구리 페리
오리너구리 페리(페리, Perry the platypus) 혹은 첩보원 P는 애니메이션 피니와 퍼브의 주인공으로, 매 화마다 등장한다.
피니어스와 퍼브의 집에서 반려동물로 키우는 평범한 오리너구리이지만 사실 그의 정체는 비밀요원이다. 그의 회사로 온갖 사악한 짓을 하는 하인츠 두펀스머츠 박사와 대적하여 그를 저지하는 것이 그의 임무이다. 그러나 가족들 누구도 그의 정체를 알지 못한다. 특이한 이 가는 소리를 낸다.
가족으로는 형제 피니어스 플린과 퍼브 플레처, 누나 캔디스 플린, 그들의 어머니 린다 플린과 아버지 로렌스 플레처 등이 있다.

## 유래
페리는 오리너구리 특유의 독특한 생김새와 사람들이 잘 모르는 점으로 작가가 스토리를 마음껏 써낼 수 있게 되어 오리너구리로 정해졌다고 한다.

## 비밀 요원
보통 집 주변에 O.W.C.A 본부로 통하는 입구가 있으며 가족들의 주의를 끌지 않기 위해 피니어스와 퍼브가 잘 앉아 있는 나무나 계단 층계, 부엌 서랍장 등에 위치한다. 이 통로를 통해 자신의 집 지하에서 상관 모노그램 소령에게 지시를 받는다. 그러나 집에서 멀리 떨어진 경우 새의 알 속의 모니터 등에서도 지령을 전하는 등 방법은 다양하다. 페리는 지시대로 사악한 두펀스머츠 박사의 트라이스테이트를 지배하기 위한 사악한 계획을 저지한다. 주로 두펀스머츠와의 싸움은 그의 회사에서 일어나며 악당 과학자인 그가 만든 다양한 기계들이 이 회사에 있다.

## 노래
페리의 주제가는 랜디 크렌쇼우와 로라 딕킨슨이 부르고 댄 포벤마이어와 제프 "스왐피" 마시가 썼는데, 이들은 피니와 퍼브 시리즈의 노래 대부분을 쓴 사람들이다. 그런데 처음 가사는 교과서적인 오리너구리에 대한 정의를 주고 있는데, "그는 알을 낳는 반수생동물 액션 영웅이다(He's a semi-aquatic egg-laying mammal of action)"라고 소개하고 있다.

## 같이 보기
- 피니와 퍼브
- 피니와 퍼브의 등장인물 목록